# 가쓰마역
가쓰마역(일본어: 勝間駅)은 일본 야마구치현 슈난시에 위치한 서일본 여객철도 간토쿠 선의 철도역이다. 단선 승강장 1면 1선의 구조를 갖춘 지상역이다.

## 이용 현황
| 연도     | 하루 평균 | 연도     | 하루 평균 |
| 1999년도 | 280       | 2007년도 | 197       |
| 2000년도 | 275       | 2008년도 | 200       |
| 2001년도 | 252       | 2009년도 | 185       |
| 2002년도 | 234       | 2010년도 | 184       |
| 2003년도 | 212       | 2011년도 | 190       |
| 2004년도 | 204       | 2012년도 | 183       |
| 2005년도 | 193       | 2013년도 | 178       |
| 2006년도 | 182       |          |           |
| -------- | --------- | -------- | --------- |

## 역 주변
- 국도 제2호선
- 구마게 진자

## 역사
- 1934년
  - 3월 28일 : 간토쿠사이 선의 스오하나오카 역 - 다카미즈 역 간 연신에 의해 개업.
  - 12월 1일 : 간토쿠사이 선이 산요 본선 마리후 역 - 구시가하마 역 간의 신 노선으로서 편입되어, 이 역도 그 소속으로 한다.
- 1944년 10월 11일 : 산요 본선의 이와쿠니 역 - 구시가하마 역 간이 옛날의 야나이 역 경유로 돌아갔기 때문에, 간토쿠 선의 소속으로 한다.
- 1987년 4월 1일 : 일본국유철도 분할 민영화에 의해, 서일본 여객철도가 승계.

## 인접 역
| 서일본 여객철도 간토쿠 선 | 서일본 여객철도 간토쿠 선 | 서일본 여객철도 간토쿠 선 |
| ------------------------- | ------------------------- | ------------------------- |
| 다카미즈 이와쿠니 방면    | ■ 간토쿠 선               | 오카와치 구시가하마 방면  |